# Vida en Marte (El Ala Oeste)
 Vida en Marte  es el vigésimo primer capítulo de la cuarta temporada de la serie dramática El Ala Oeste.

## Argumento
En su primer día de trabajo, el nuevo ayudante asociado Joe Quincy (Matthew Perry) descubre un escándalo que puede sacudir a toda la Administración. Mientras investiga la existencia de un expediente clasificado sobre Marte, descubre un affaire del vicepresidente con una mujer de las altas esferas sociales de Washington, por lo que el presidente debe tomar una decisión. Atando cabos, observa como dos filtraciones a la prensa provienen de alguien con mucho poder. Investigando, descubre que John Hoynes ha realizado innumerables llamadas a una amante y que esta, a su vez, se ha entrevistado con un columnista del  Washington Post.
Por otro lado, Toby le pide a Will que idee un contraataque a una campaña republicana que denuncia las limitaciones a la compra de vehículos contaminantes que pretende realizar la administración demócrata. Este, se reunirá con su equipo personal de ayudantes, exbecarias de la Casa Blanca. Finalmente, el vicepresidente John Hoynes presentará su dimisión irrevocable para no hacer sufrir aún más a su familia, conocedor, además, del deterioro de su reputación tras la revelación del escándalo.

## Curiosidades
- El actor Matthew Perry, uno de los protagonistas de Friends es un gran admirador de El Ala Oeste y suplicó participar la serie. Finalmente consiguió el papel del abogado Joe Quincy para 3 episodios.[1]
- Muchos críticos televisivos vieron en la renuncia del vicepresidente y el posterior secuestro de la hija del presidente un reflejo del clima de inseguridad en el país en aquellos tiempos, tras los atentados del 11 de septiembre de 2001.[1]

## Premios
- Nominada a la mejor serie dramática en los Premios Emmy.[1]

## Enlaces
- Enlace al Imdb.
- Guía del Episodio (en inglés).